# Geroldsauer Mühle

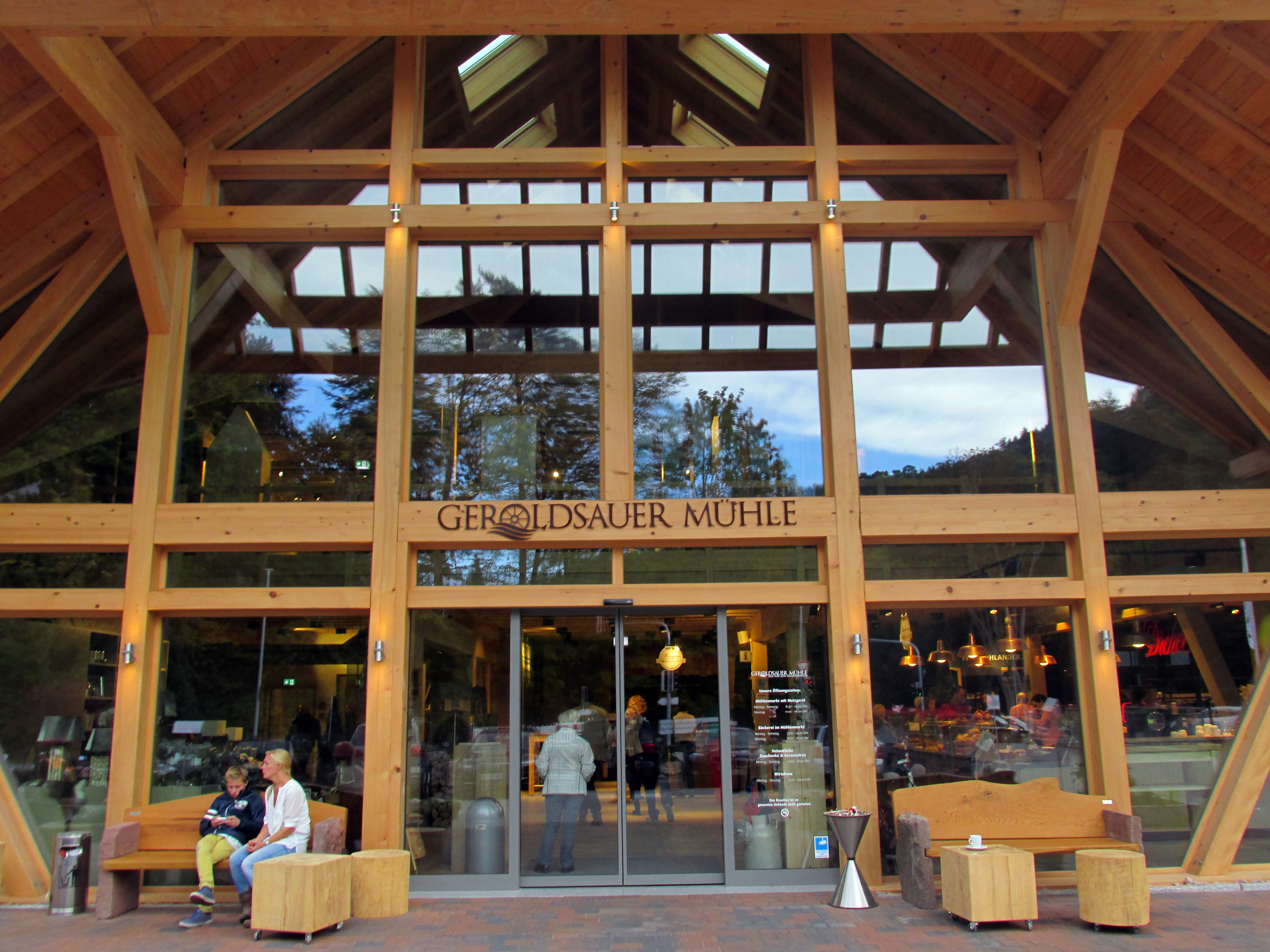
Eingang zur Geroldsauer_Mühle

Die Geroldsauer Mühle ist derzeit das größte aus Weißtannen errichtete Gebäude Europas mit 3000 Quadratmeter Nutzflächeim Ortsteil Geroldsau der Stadt Baden-Baden in Baden-Württemberg. Verbaut wurden ungefähr 800 Festmeter Holz.
Das Gebäude beherbergt ein Wirtshaus, einen Veranstaltungssaal, einen Hofladen mit regionalen Produkten, eine Bäckerei, einen Metzger, ein Gästehaus, eine Eventagentur, Tagungs- und Seminarräume, ein Heimatladen-Geschäft und eine Dauerausstellung des Naturparks Schwarzwald Mitte/Nord, Nationalpark Schwarzwald und der Stadt Baden-Baden.
Erbaut wurde die Geroldsauer Mühle von der Familie Weingärtner aus Baden-Baden.

## Lage und Umgebung

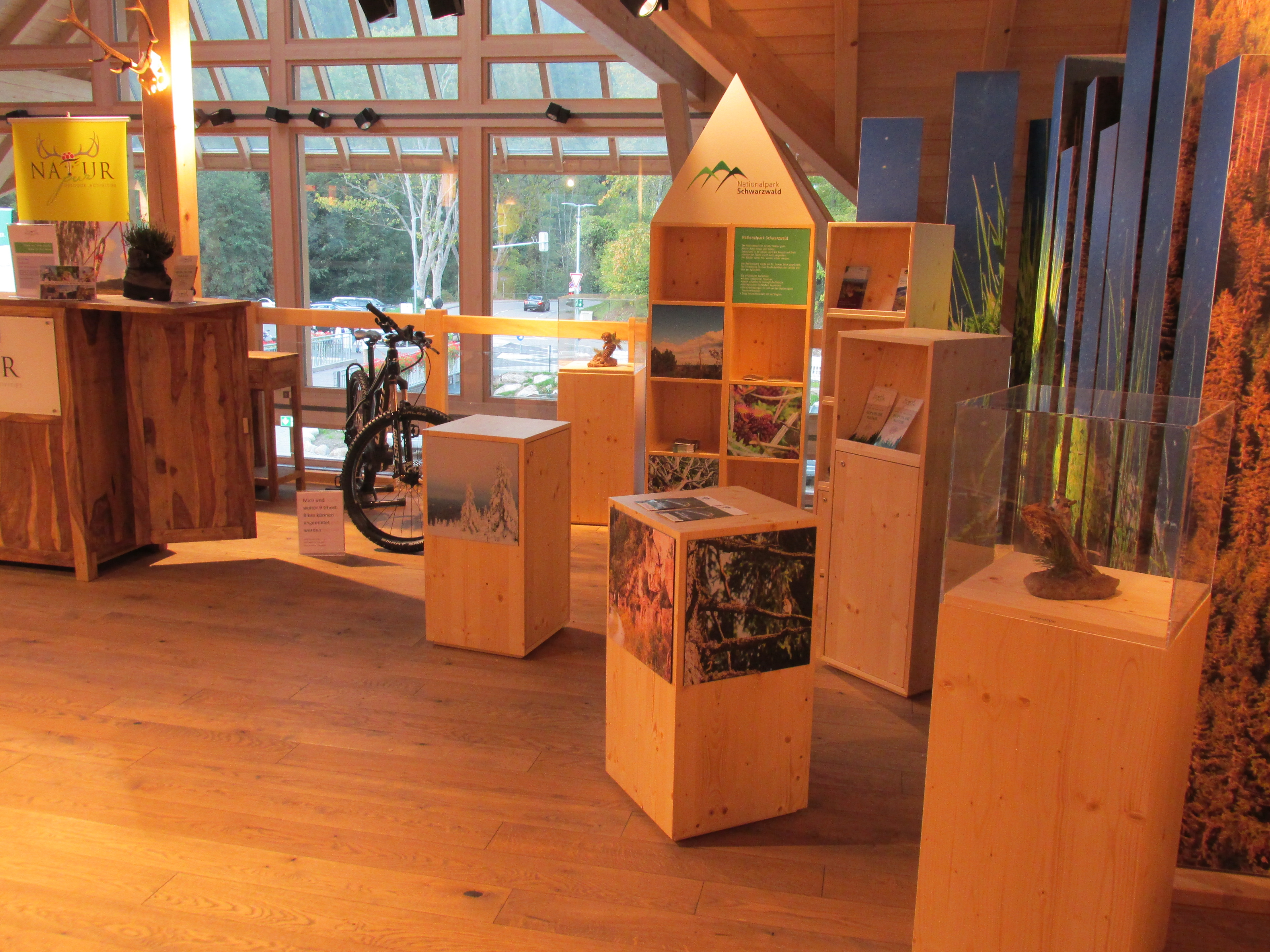
Dauerausstellung Schwarzwald

Die Geroldsauer Mühle steht an der Schwarzwaldhochstraße im Nordschwarzwald.

## Architektur
Technisch wurde in der Geroldsauer Mühle besonderer Wert auf effiziente und sparsame Energienutzung gelegt. Die elektrische Versorgung erfolgt über eine eigens errichtete Trafostation. Auf der südlichen Dachfläche sammelt eine 30 KW Peak Photovoltaik-Anlage Energie aus dem Sonnenlicht. Die Primärheizung erfolgt über eine Luft-Wärmepumpe und nutzt zusätzlich die Abwärme der Kälteaggregate. Das gesamte Gebäude wird durch eine Fußbodenheizung geheizt. Zur Steuerung und Kontrolle ist die Gebäudetechnik durchgängig vernetzt und visualisiert.

## Konstruktion und Daten
Die Geroldsauer Mühle ist derzeit das größte Weißtannengebäude Europas. Sie bietet 3000 Quadratmeter Nutzfläche im Gebäude und rund 12.500 Kubikmeter umbauten Raum. Verbaut wurden ungefähr 800 Festmeter Holz (= 12.000 Meter bzw. 12 Kilometer laufende Meter Weißtannenbalken). Das Bauwerk wurde in Ständerbohlenbauweise mit hohem Wärmedämmwert erbaut.
Die gesamte Geroldsauer Mühle ist barrierefrei.
Gebaut wurde das Gebäude aus heimischer Weißtanne. Die Tannen wurden auf Baden-Badener Gemarkung und dem angrenzenden Heiligenwald gefällt. Teilweise wurden die Bäume von der Bauherrenfamilie selbst gefällt und aufgearbeitet. Alle Tannen wurden oberhalb einer Höhe von 800 Meter über dem Meeresspiegel gefällt, Holz aus dieser Höhe ist von besserer (feinjähriger) Qualität, das heißt die Jahresringe liegen bei diesem Holz besonders eng und gleichmäßig.

### Wasserkraftwerk
2019 wurde ein Wasserkraftwerk im Grobbach an der Geroldsauer Mühle gebaut. Der Energieverbrauch ist bereits jetzt für ein Gebäude dieser Größe gering und kommt völlig ohne Öl und Gas aus. Seit der Eröffnung im August 2015 wurden gegenüber einem herkömmlichen Gebäude dieser Größe rund 44 Tonnen CO2 eingespart. Am Wasserkraftwerk wurde ein oberschlächtiges Wasserrad, wie es typisch im Schwarzwald ist, installiert. Die gewonnene Energie wird ins Hauptgebäude eingespeist und betreibt dort mittels Luftwärmepumpe die Heizung.

## Entstehungsgeschichte
Die Geroldsauer Mühle wurde auf dem traditionsreichen Gelände der ursprünglichen Geroldsauer Mühle, erstmalig um 1859 mit dem Müller Martin Weingand erwähnt, erbaut.